# اوکسا
اوکسا (به لهستانی:  Oksa) یک روستا در لهستان است که در گمینا اوکسا واقع شده‌است. اوکسا ۸۹۰ نفر جمعیت دارد.